# Sainte-Féréole
Sainte-Féréole (in occitano Senta Fereòla) è un comune francese di 1 859 abitanti situato nel dipartimento della Corrèze nella regione della Nuova Aquitania.

## Geografia fisica
Sainte-Féréole è situato nel sud della Corrèze in prossimità di Brive-La-Gaillarde. Il comune è limitato a sud-est dal Couze, un affluente della Corrèze. A nord-est invece è il Maumont Blanc, un altro affluente della Corrèze a delimitare il territorio comunale. Quest'ultimo viene attraversato proprio dal Maumont Noir.

## Curiosità
Jacques Chirac, ex presidente della Repubblica Francese, aveva la madre originaria di Sainte-Féréole.

## Amministrazione

### Gemellaggi
- Manocalzati

## Società

### Evoluzione demografica
Abitanti censiti